# Relació estructura-activitat quantitativa
La QSAR o la relació estructura-activitat quantitativa és el procés pel qual una estructura química es correlaciona quantitativament (mitjançant mètodes matemàtics) amb un procés ben definit, com pot ser l'activitat biològica (unió d'un fàrmac amb un receptor) o la reactivitat química (afinitat d'una substància a una altra perquè una reacció es produïsca). En tot cas, s'ha de tindre sempre present l'estructura química no només del fàrmac o de la substància química sinó també del receptor o substància diana.
Per exemple, l'activitat biològica pot ésser expressada quantitativament com a la concentració de substància requerida per a produir una certa resposta biològica. En addició, quan les estructures o les propietats fisicoquímiques són expressades en nombres, hom pot fer una relació matemàtica, o una relació quantitativa estructura-activitat, entre ambdues. Llavors, aquesta expressió matemàtica pot ser utilitzada per a predir la resposta biològica d'altres estructures químiques.
Els mètodes que usen les QSAR són útils per a aconseguir un o diversos dels següents objectius:
- Predir l'activitat de compostos estructuralment afins encara sense sintetitzar.
- Dissenyar fàrmacs amb l'activitat òptima.
- Estudiar mecanismes d'acció, establint les propietats físiques comunes a compostos estructuralment diferents que són responsables d'un efecte biològic idèntic a través d'un mecanisme comú o diferent.

Els primers a fer possible aquestes relacions quantitatives van ser Corwin Hansch i Toshio Fujita el 1963, els quals van establir una equació que relaciona la resposta biològica (RB) amb paràmetres descriptors de l'estructura d'una sèrie d'anàlegs en funció de certs factors fisicoquímics, f, definits com a paràmetres de solubilitat o hidrofobicitat (πx), electrònics (σ) i estèrics (Es) dependents del grup funcional i de la posició d'aquests.
| {\displaystyle \log RB=f(a\sigma +bE_{s}+c\pi _{x}+d)\,} |
| -------------------------------------------------------- |

## Paràmetres descriptors

### Descriptors de l'efecte electrònic
Louis Plack Hammett va proposar que els efectes electrònics (efecte inductiu i ressonància), descrits com a sigma σ, d'un conjunt de substituents en diferents reaccions orgàniques haurien de ser similars, on s'observa una certa relació lineal. Així va traure una equació de 1r grau, primer fent relacionar les constants de dissociació de dos reaccions de ionització de l'àcid benzoic amb l'anell benzoic sense substituir (KH) i de l'àcid fenilacètic amb l'anell també sense substituir (K'H), 
{\displaystyle \log K_{H}=AlogK'_{H}+C\,}
després relacionant les mateixes constants però amb els anells benzoics substituïts (Kx i K'x respectivament), 
{\displaystyle \log K_{x}=AlogK'_{x}+C\,}
i finalment es relacionen totes dues equacions fent A=ρ i σ=log (K'x/K'H) produint-se l'equació de Hammett.
{\displaystyle log{\frac {K_{x}}{K_{H}}}=Alog{\frac {K'_{x}}{K'_{H}}}=\rho \sigma }
Llavors el valor σ pot agafar tres tipus de valors numèrics segons el tipus de substituent sent σ=0 quan el substituent és l'hidrogen, σ>0 quan és un acceptor o atraient d'electrons i σ<0 quan és un donador d'electrons. El valor de σ es pot sumar i pot ser diferent segons si el substituent està en posició meta o para creant-se els paràmetres σm i σp respectivament. A l'equació de Hammett el valor de ρ (pendent de la funció de l'equació) mesura la sensibilitat de la reacció: el valor pot ser positiu o negatiu,; si ρ és gran, la reacció és molt sensible; i el signe del valor reflecteix la presència de càrregues negatives o positives. No obstant això, existeixen tres excepcions a la funció lineal de l'equació de Hammett: p-CO₂Et, p-SO₂Me, p-NO₂, degut a la ressonància. Per a aquests casos s'han creat els paràmetres {\displaystyle \sigma _{p}^{-}} (quan un substituent acceptor d'electrons per ressonància interacciona amb un centre de reacció ric en electrons) i {\displaystyle \sigma _{p}^{+}} (quan un grup donador per ressonància interacciona amb un centre de reacció deficient en electrons).
En sèries alifàtiques, és a dir, quan els substituents no es troben en anells, el descriptor més comú és el paràmetre σ*  que va ser definit per Taft mesurant l'efecte inductiu dels substituents x en les velocitats que es produeix la hidròlisi bàsica i àcida dels èsters de l'àcid acètic substituït en la posició α (Kx) i sense substituir (KH).

### Descriptors de l'efecte estèric
La mida dels substituents és també molt important en les interaccions fàrmac-receptor. Un dels paràmetres més utilitzats és el paràmetre Es, la relació de referència de la qual és la hidròlisi àcida d'acetats d'alquil substituïts en α per un substituent x.
{\displaystyle log{\frac {K}{K_{0}}}=\rho \sigma ^{*}+\delta E_{s}{\xrightarrow {\rho _{A}=0,03\approx 0}}\log {\frac {K}{K_{0}}}=\delta E_{s}}
El valor Es amb x igual a hidrogen és 0 en altres casos el valor sempre és negatiu. δ representa la sensibilitat de la reacció a efectes estèrics.

### Descriptors de l'efecte hidròfob
La lipofília d'un fàrmac és decisiva en la seua absorció, distribució i eliminació, però també per a la seua unió amb una diana biològica. La contribució d'un determinat substituent al logaritme del coeficient de partició (P) oli/aigua és un valor constant. Aquesta constant per a un substituent X en una estructura R-X, s'anomena π.
{\displaystyle P_{RX}={\frac {[RX]_{octanol}}{[RX]_{aigua}}}\rightarrow \pi _{x}=\log P_{RX}-\log P_{RH}}
On log PRX és el logaritme dels coeficients de partició amb molècula substituïda i log PRH el logaritme del coeficient de partició de la molècula sense substituir. El valor de πH (π sense substituir) és sempre 0 i el valor de π serà positiu quan la molècula siga lipòfila i serà negatiu quan siga hidròfila.

## Establiment dels QSAR
Hi ha diversos mètodes i tipus d'anàlisi per a establir les relacions o correlacions estructura-activitat de manera qualitativa i semiquantitativa. Entre aquestos estan l'anàlisi de Hansch-Fujita, el mètode Free-Wilson amb la modificació posterior de Fujita i Ban, 3D-QSAR, l'estratègia de Craig, l'arbre de decisió de Topliss i el mètode SIMPLEX.